# László Varvasovszky
László Varvasovszky (Bécs, 1947 –) osztrák művész és gyermekkönyv-szerző.

## Élete
László Varvasovszky a bécsi Iparművészeti Egyetemen tanult, és 1972-ben szerzett színpad- és filmtervezői diplomát. A grazi Zeneművészeti és Előadóművészeti Egyetemen 1995-ig tanított színpadtervezést, és megkapta a professzori szakmai címet. Bécsben él és dolgozik szerzőként, rajzolóként, előadóművészként és színpadi tervezőként.
Képeskönyvíróként vált ismertté, írt gyermekszínházi darabokat és rádiójátékokat is. Munkásságáért számos díjat kapott, többek között Ausztria egyik legszebb könyvéért, a Bärenwortspielbuchért, 2014-ben pedig az Und als ich grub, fand ich die Zeit című könyvéért Bécs Város Gyermek- és Ifjúsági Könyvdíját.

## Művei (válogatás)
- Das Schneebärenbuch, Frankfurt am Main: Insel-Verlag, 1978
- Honki im Schattenland, Frankfurt am Main: Insel-Verlag, 1980
- Die Bremer Stadtmusikanten : e. Geschichte, e. Märchen, e. Schattentheater, Frankfurt am Main: Insel-Verlag, 1980
- Das Geburtstagsbuch für Kinder, Elisabeth Borchers(wd) versei, Frankfurt am Main: Insel-Verlag, 1982
- Circus der Clowns, Frankfurt am Main: Insel-Verlag, 1984
- Der grosse Zauberer und der kleine Hase, Frankfurt am Main: Insel-Verlag, 1984
- Barbara Frischmuth(wd): Die Geschichte vom Stainzer Kürbiskern,  Varvasovszky László illusztrációi, Wies: Ed. Kürbis, 2000
- Die dicke Prinzessin, Merzig: Merziger Druckerei, 2004
- Bärenwortspielbuch, Weitra: Verl. Publ. P No 1, 2005
- Jakob der Zaubärer, Weitra: Verl. Publ. P No 1, 2007
- Osterbär, Weitra: Verl. Publ. P No 1, 2008
- Gilbert holpert, stolpert, taumelt, baumelt, rutscht, flutscht und puzelt, St. Pölten: Residenz, 2009
- Unterirdisch schön : Drachen in Margareten, Weitra: Bibliothek der Provinz, 2010
- mit Marianne Ilmer Ebnicher(wd)-rel: Glasherzenglück, Weitra: Bibliothek der Provinz, 2010
- Heike Werner-rel: Bäumchen, Weitra: Bibliothek der Provinz, 2010
- Und als ich grub, fand ich die Zeit, Weitra: Bibliothek der Provinz, 2013

### Magyarul
- Honki Árnyországban (Honki im Schattenland) – Móra, Budapest, 1987 · ISBN 9631160599 · Fordította: Tordon Ákos · Illusztrálta: László Varvasovszky

## Fordítás
- Ez a szócikk részben vagy egészben  a   László Varvasovszky című német Wikipédia-szócikk fordításán alapul.  Az eredeti cikk szerkesztőit annak laptörténete sorolja fel. Ez a jelzés csupán a megfogalmazás eredetét és a szerzői jogokat jelzi, nem szolgál a cikkben szereplő információk forrásmegjelöléseként.